# Tempeste sull'Asia (film 1928)
Tempeste sull'Asia (Потомок Чингис-Хана) è un film del 1928, diretto da Vsevolod Pudovkin, basato su un racconto di I. Novokšonov.
È «un film epico-lirico [...] tanto discontinuo nella regia quanto appassionante nelle singole sequenze».

## Trama
Un giovane mongolo, per un talismano trovatogli al collo, viene scambiato dai colonialisti inglesi per un discendente dell'imperatore mongolo, servendose per asservire le popolazioni locali. Dopo l'iniziale accondiscendenza, il ragazzo si ribella e guida contro di loro la sua gente. 

## Distribuzione
Il film venne distribuito in Germania dalla Prometheus-Film-Verleih und Vertriebs-GmbH.
Nel 1930 è stato indicato tra i migliori film stranieri dell'anno dal National Board of Review of Motion Pictures.